# François Raffoul
François Raffoul es un profesor de filosofía de nacionalidad francesa, si bien se desempeña como profesor de filosofía en Louisiana State University, Estados Unidos.

## Educación
Raffoul recibió el doctorado en filosofía de la École des Hautes Études en Sciences Sociales. Su disertación se intituló Heidegger et la question du sujet y fue supervisada a la sazón (1995) por Jacques Derrida.

## Obra filosófica
Raffoul es autor, editor y traductor de numerosos trabajos sobre Martin Heidegger y la fenomenología francesa, incluyendo autores como su propio maestro, Derrida, pero también ha escrito sobre Jacques Lacan, Dominique Janicaud, Philippe Lacoue-Labarthe, Emmanuel Lévinas y Jean-Luc Nancy, entre otros.
Además, ha traducido algunos libros de los filósofos franceses Jean-Luc Nancy, Philippe Lacoue-Labarthe, Dominique Janicaud, Françoise Dastur y Juan-David Nasio, como también los Vier Seminare de Martin Heidegger.

## Libros

### Como autor
- Thinking the Event (Indiana University Press, 2020)
- The Origins of Responsibility (Indiana University Press, 2010)
- Heidegger and the Subject (Amherst, NY: Humanity Books / Prometheus Books, 1999)
- A Chaque fois mien (Paris, France: Galilée, Spring 2004)

### Como editor
- Disseminating Lacan (Coeditor con David Pettigrew) (Albany, NY: SUNY Press, 1996)
- Heidegger and Practical Philosophy (Coeditor con David Pettigrew) (Albany, NY: SUNY Press, 2002)
- Rethinking Facticity (coeditor con Eric Sean Nelson) (Albany, NY: SUNY Press, 2008)
- French Interpretations of Heidegger (Coeditor con David Pettigrew) (Albany, NY: SUNY Press, 2008)
- The Bloomsbury Companion to Heidegger (Coeditor con Eric Nelson) (London, UK: Bloomsbury Publisher, 2013, 2016)

## Algunos artículos
- "Being and the Other: Ethics and Ontology in Heidegger and Levinas." Addressing Levinas (Northwestern University Press, 2005)
- "The Possibility of the Im-possible: Heidegger and Derrida on Responsibility." Bulletin de la Société Americaine de Philosophie de Langue Française, Vol. XIV, no. 1, Spring 2004
- "Heidegger and the Origins of Responsibility." Heidegger and Practical Philosophy (Albany, NY: SUNY Press, 2002)
- "On Hospitality, Between Ethics and Politics: Reading Derrida's Adieu à Emmanuel Levinas", in Research in Phenomenology. Fall 1998.
- "The Subject of the Welcome." Symposium: Journal of the Canadian Society of Hermeneutics, Fall 1998.